# Deutsches Rosarium

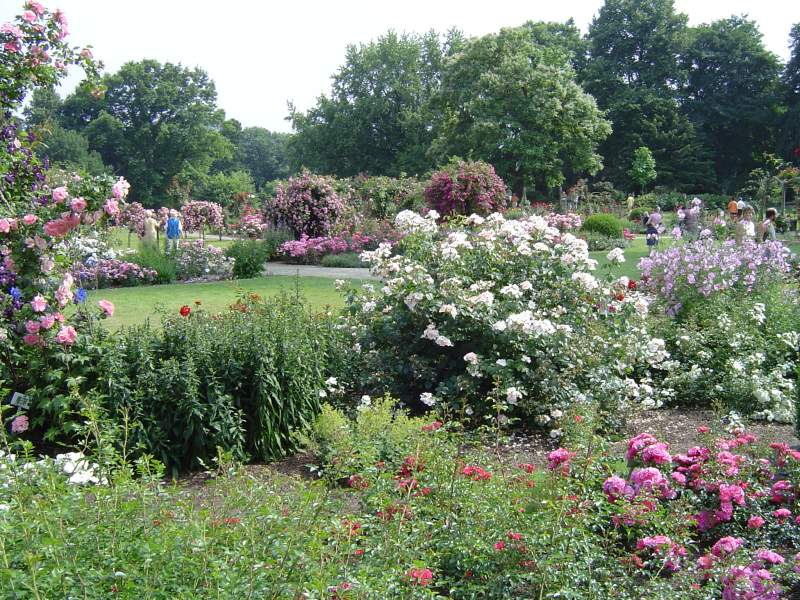
Deutsches Rosarium im Westfalenpark Dortmund

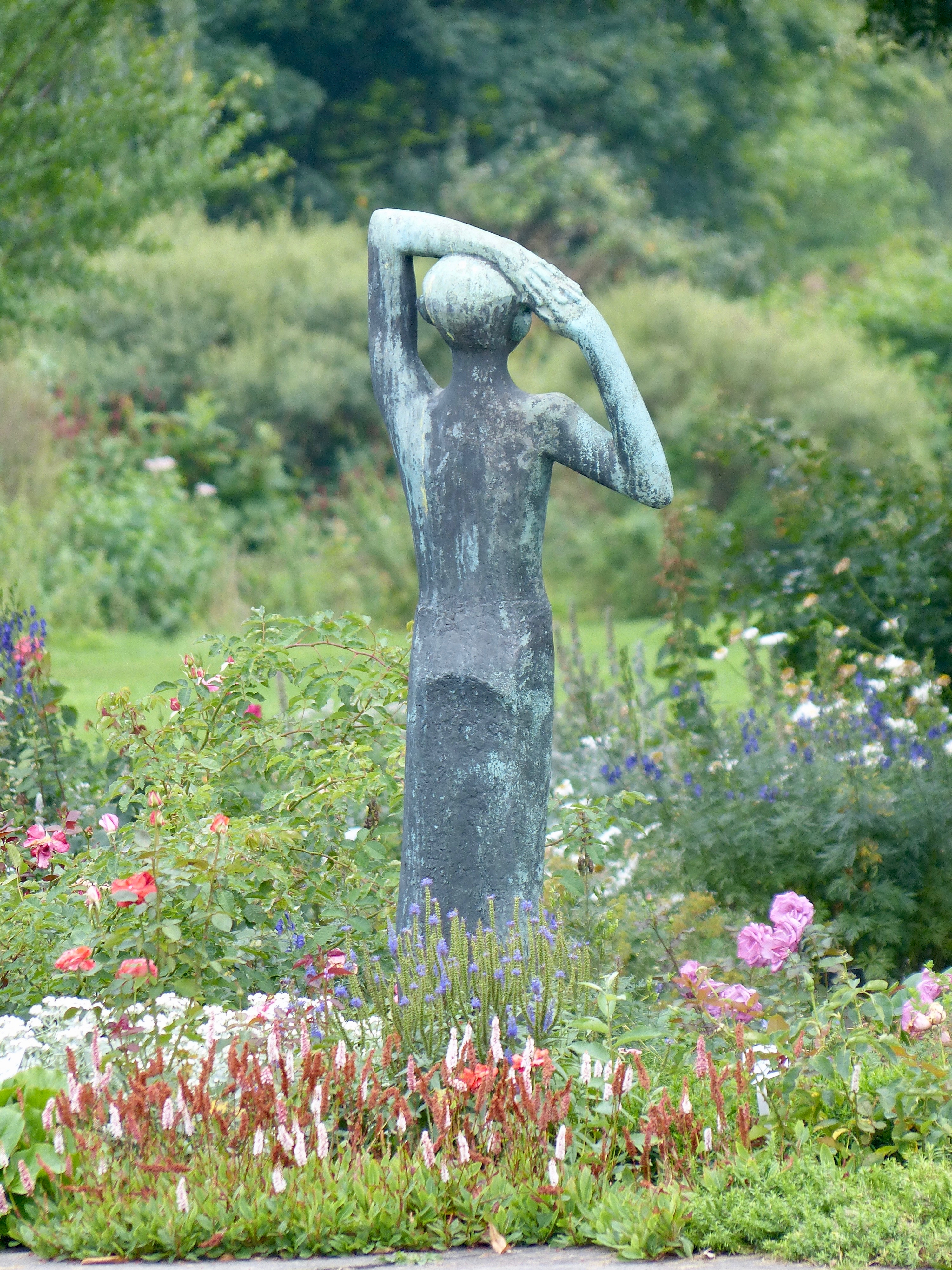

Das Deutsche Rosarium GRF ist ein Rosarium im Dortmunder Westfalenpark. 

## Geschichte des Rosariums
Die Rosensammlung geht auf eine Kooperation zwischen der Gesellschaft Deutscher Rosenfreunde e. V. (GRF) und der Stadt Dortmund zurück. Am 19. Mai 1969 wurde eine Vereinbarung zur Gründung eines Rosariums im Westfalenpark unterzeichnet. Das Deutsche Rosarium GFR wurde am 14. Juli 1972 offiziell eröffnet. Das Herzstück des Rosariums ist der Rosengarten im 120 Jahre alten Kaiserhain des Westfalenparks.

## Aufgaben
Aufgabe des Rosariums ist das Wissen über die Rose in ihrer ganzen Vielfalt darzustellen, zu mehren und zu verbreiten. Im Rosarium werden Rosenarten und -sorten aus der ganzen Welt gesammelt und getauscht. Mit 2.600 verschiedenen Sorten und Arten beherbergt die Rosenstadt Dortmund eine der umfangreichsten Rosensammlungen der Welt.  Die Rosenpflanzungen werden in Verbindung mit den unterschiedlichsten Stauden und Gehölzen thematisch präsentiert. In Themengärten wird die Vielfalt der Rosen, ihre Abstammung, Züchtung und gärtnerische Verwendung dargestellt. Fachleute des Deutschen Rosarium wirken bei nationalen und internationalen Rosenwettbewerben und an der Allgemeinen Deutschen Rosenneuheitenprüfung (ADR) mit. Das Rosarium ist Austragungsort von nationalen und internationalen Rosenkongressen. 

## Einrichtungen und Veranstaltungen
Die Rosengärten gruppieren sich entlang des Rosenweges mit 38 Stationen. Neben Historischen Rosengärten, unter anderem dem Mittelalterlichen Garten, dem Jugendstil- und Bürgergarten, einem Duft- und Wildrosengarten werden Kletterrosen und Rambler an einer 65 Meter breiten und 6 Meter hohen Kletterrosenwand präsentiert. Die Ursprünge der modernen Rosenzucht  –  die Alten Rosen, die heimischen Wildrosen, Alba-Rosen, Gallica-Rosen, Damaszener-Rosen, Moos-Rosen oder Bourbon-Rosen – werden in separaten Gärten gezeigt. Bekannten Rosenzüchern von Strauch-, Edel- und Kletterrosen, wie Tantau, Kordes, Lambert, Noack sowie Züchtung aus der ehemaligen DDR sind eigene Gärten gewidmet. Im ADR-Rosengarten werden ausgezeichnete Rosenzüchtungen präsentiert, während im Rosensichtungsgarten ausgewählte Neuzüchtungen gepflanzt werden. Eine Auswahl von Rosensorten aus anderen Ländern werden in den Nationen-Themengärten gezeigt.  Vervollständigt wird die Gartenanlage durch zahlreiche Plastiken bekannter Bildhauer.
Ein umfangreiches Veranstaltungsprogramm, mit regelmäßigen Themenführungen während des ganzen „Rosen“-Jahres, dem jährlich im Juni stattfindenden Rosenfest, Informationsveranstaltungen und Workshops machen das Rosarium zu einem  Ausflugsziel für Fachleute, Laien und Rosenliebhaber. 
Die Rosenbibliothek des Rosarium gehört mit 1800 Fachbüchern zu den größten Sammlungen der Welt zu diesem Thema.

Ausgewählte Rosen im Deutschen Rosarium
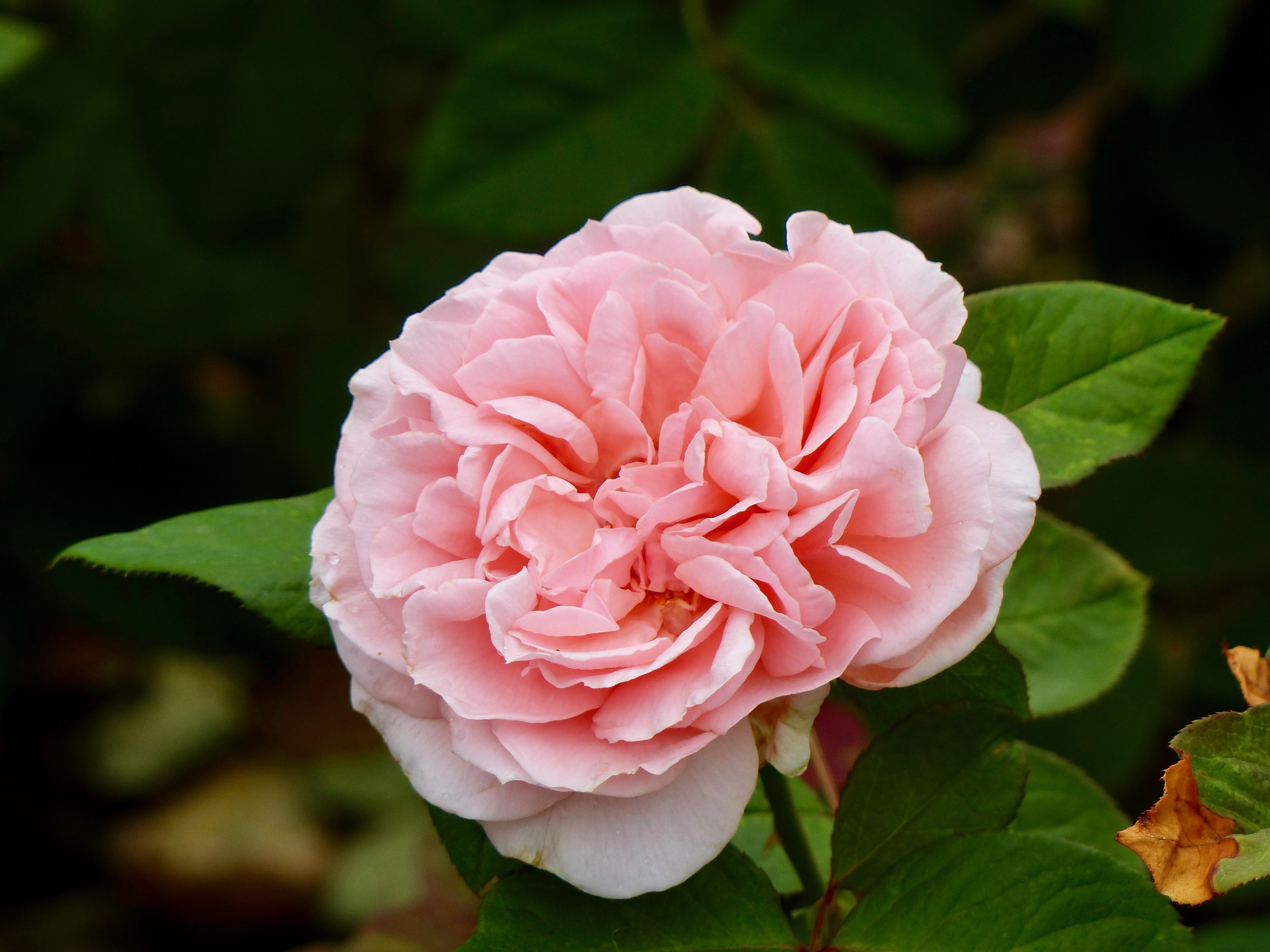
Rosa 'Maxima Romantica'
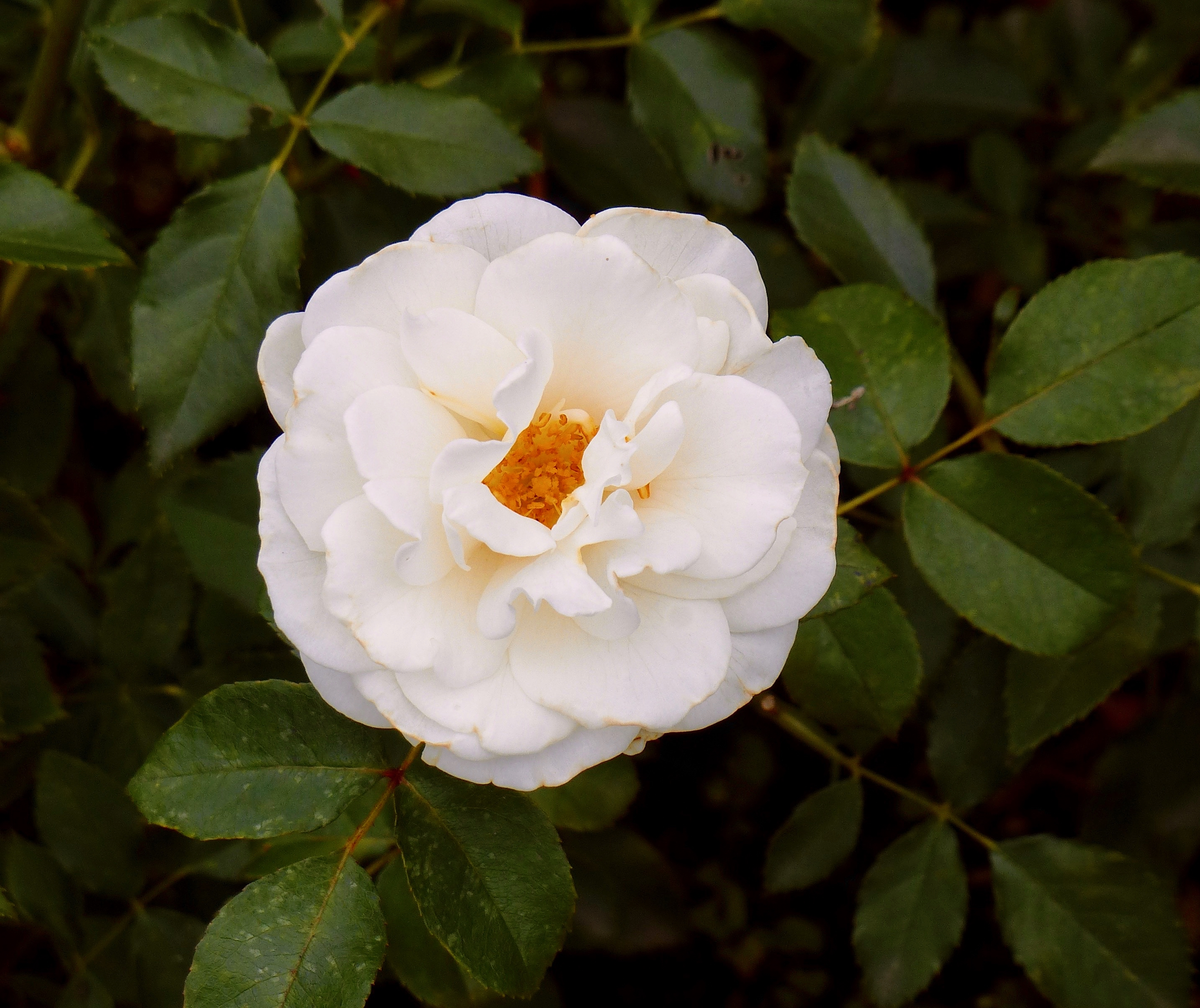
Rosa 'Kristall'
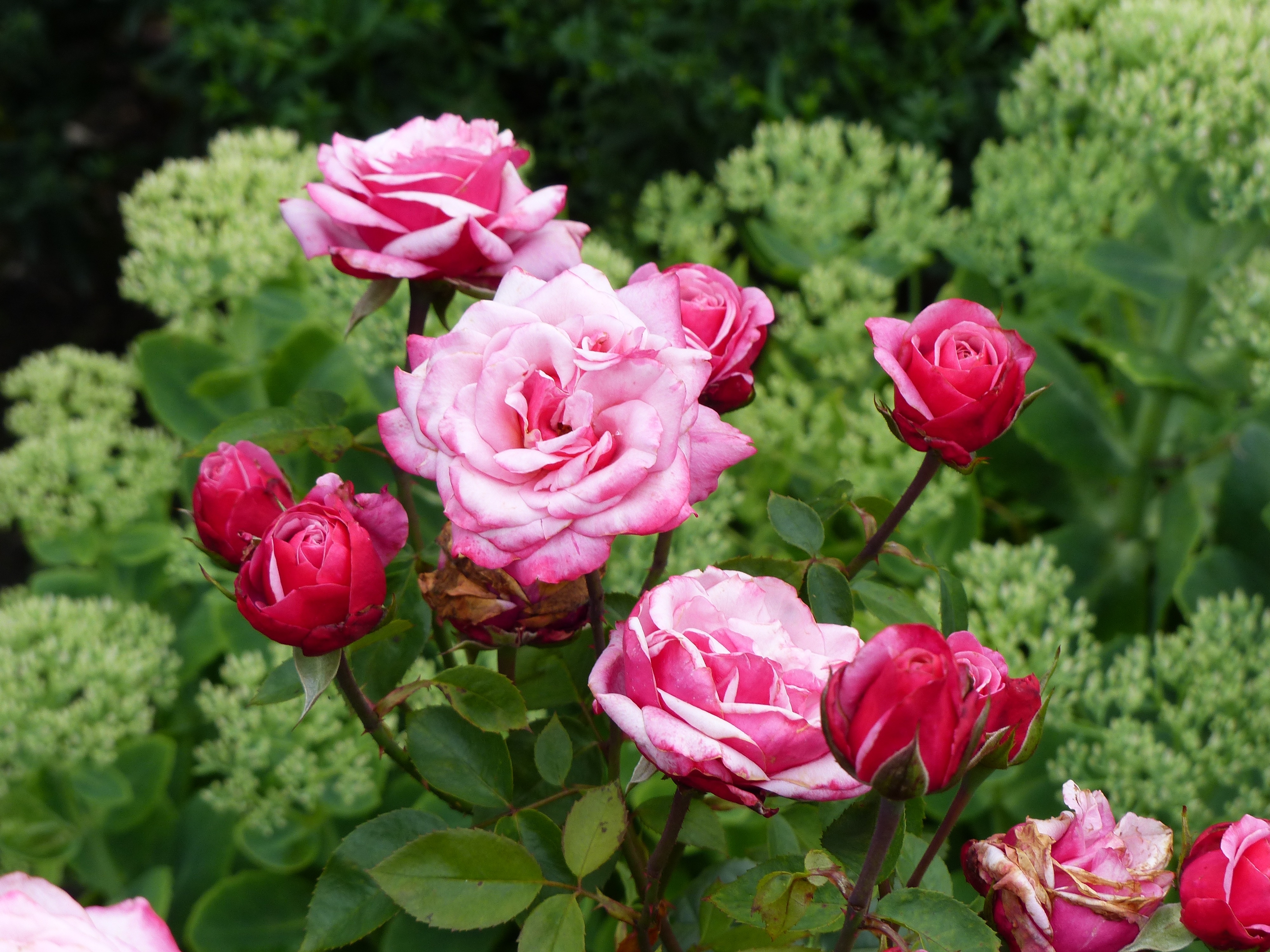
Rosa 'Gräfin Sonja'
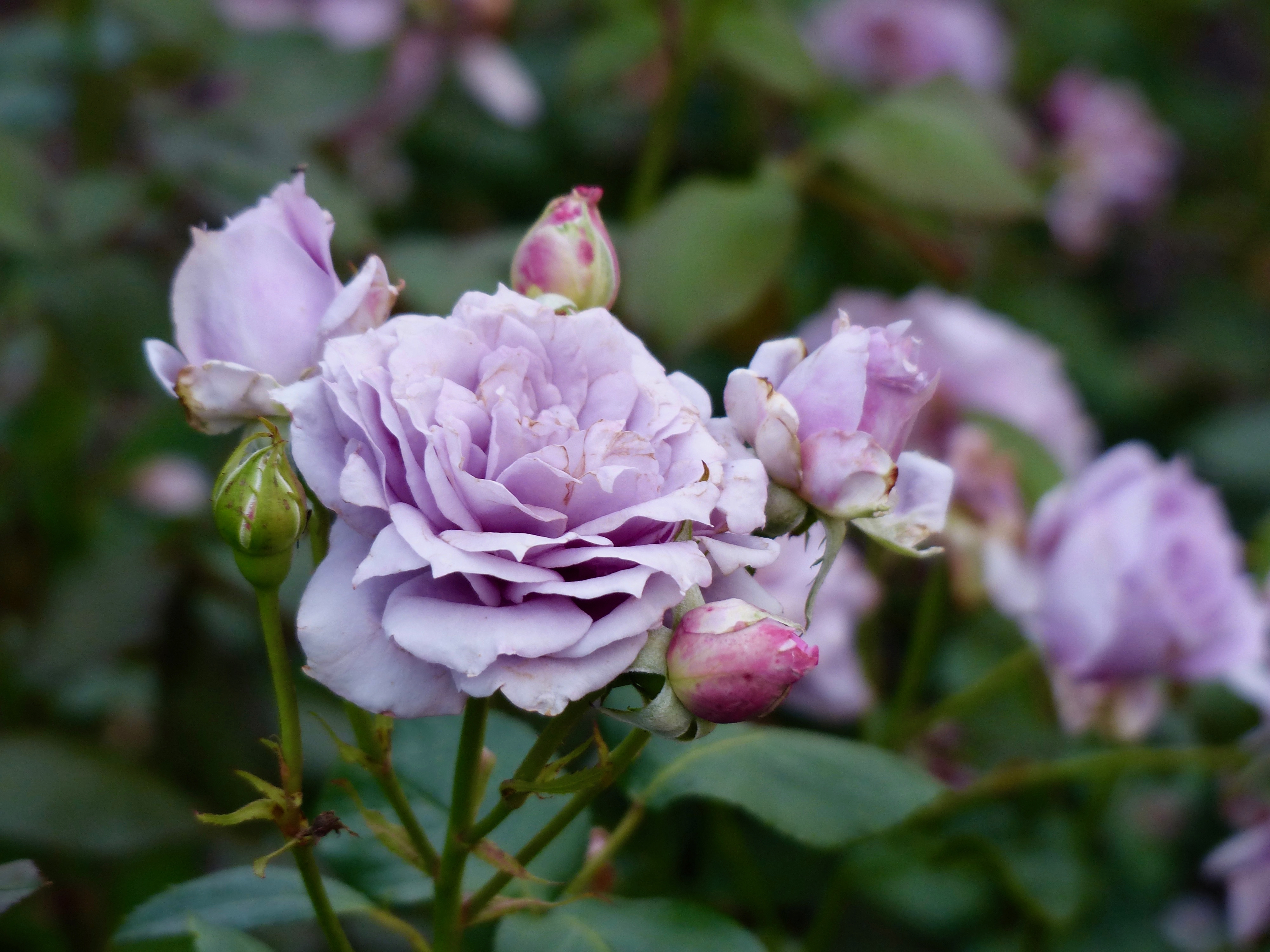
Rosa 'Novalis'
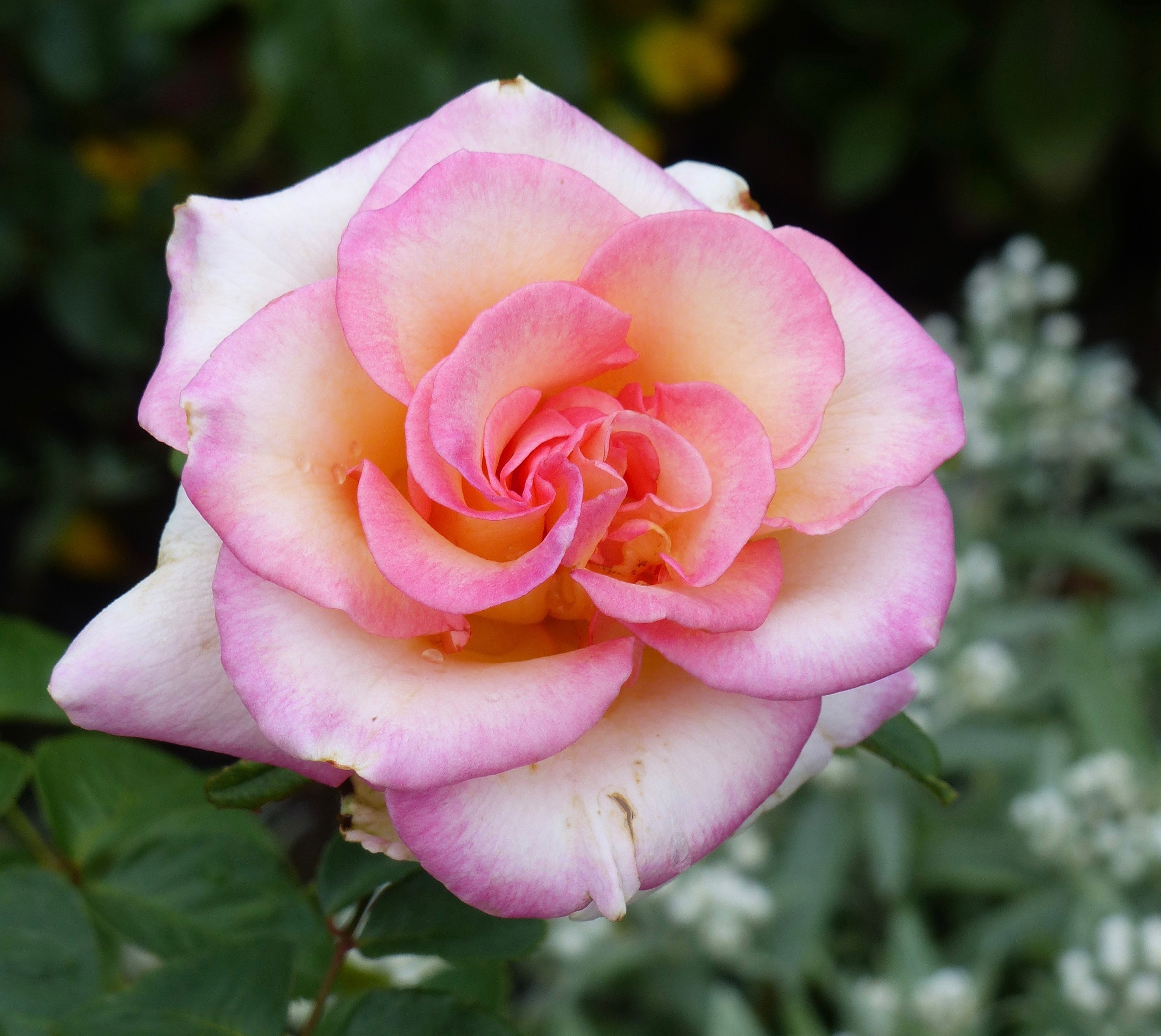
Rosa 'Cindy'
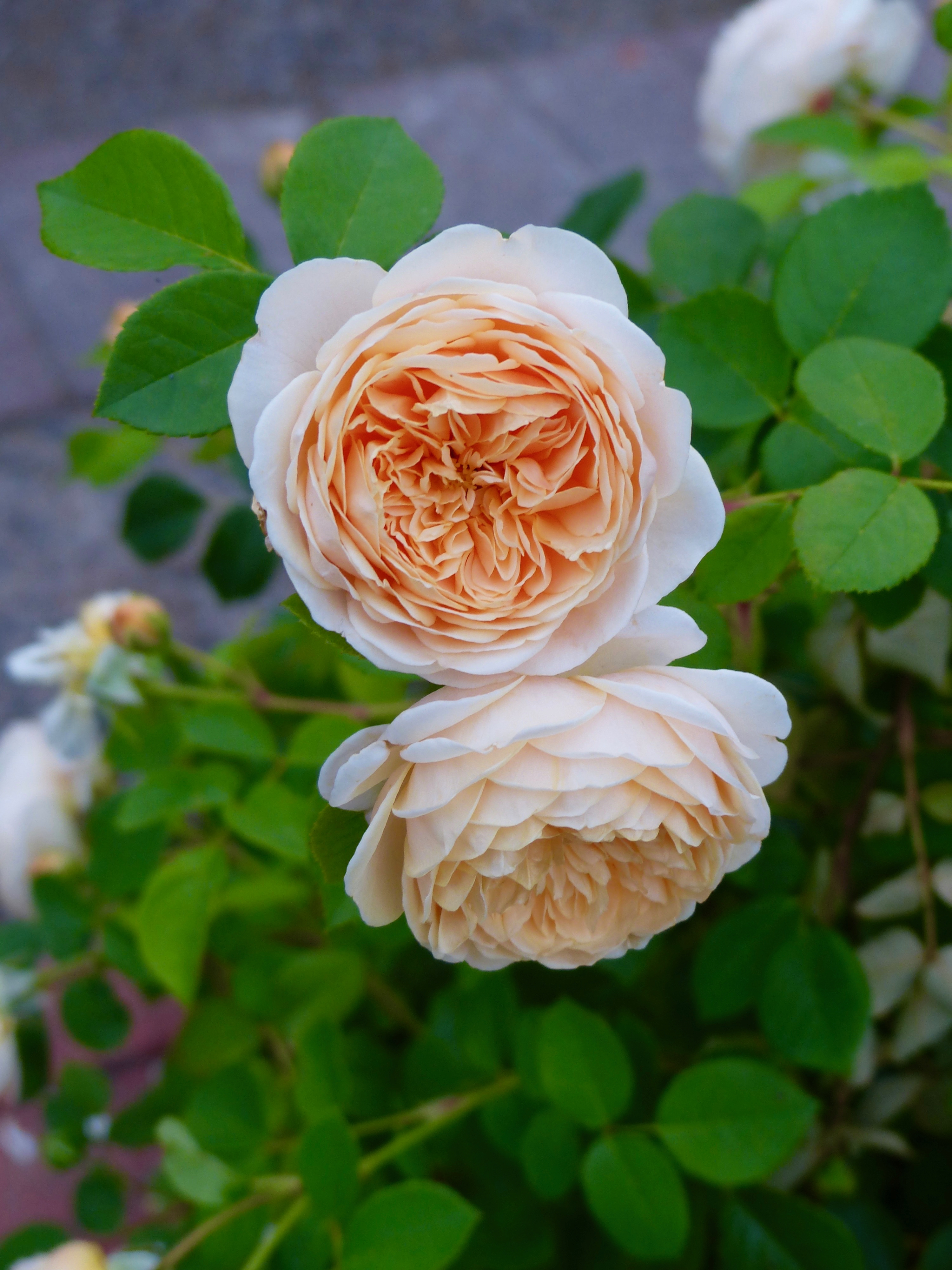
Rosa 'Teasing Georgia'